# Carl von Rosen
Carl Wilhelm Knut von Rosen, född 4 november 1841 på Prästboda i Tutaryds socken, död 29 december 1898 i Stockholm, var en svensk friherre och militär. Han var far till Henrik och Otto von Rosen.
Carl von Rosen var son till kapten Otto von Rosen och Marika Bokelund samt sonsons sonson till Otto Wilhelm von Rosen. Han var kadett vid Krigsskolan på Karlberg 1858–1864 och blev därefter underlöjtnant vid Svea livgarde 1864, biträdande lärare i gymnastik och vapenföring vid Krigsskolan på Karlberg 1867, löjtnant samma år och lärare i gymnastik och vapenföring vid Krigsskolan 1870. von Rosen blev kapten i regementet 1880 och vid regementet 1881, förste lärare i gymnastik och vapenföring vid Krigsskolan 1885 samt major 1888. Han var chef för Västernorrlands bataljon 1888–1893 och blev överstelöjtnant och premiärmajor vid Dalregementet 1893. von Rosen var tillförordnad chef för regementet 1894–1898. Han befordrades 1895 till överste och erhöll några månader före sin död avsked från tjänsten med tillstånd att kvarstå som överste i armén. von Rosen blev 1887 riddare av Svärdsorden och 1888 riddare av Vasaorden.